# Purple Haze
„Purple Haze“ je skladba Jimiho Hendrixe složená roku 1966 a vydaná v roce 1967. Jako singl vyšla 17. března ve Spojeném království, o dva dny později i ve Spojených státech (na B straně byla píseň „51st Anniversary“). V květnu téhož roku byla skladba umístěna na debutovém albu skupiny The Jimi Hendrix Experience s názvem Are You Experienced. Píseň se stala jednou z archetypálních psychedelických drogových písní 60. let.

## Vznik
Vznik písně je kladen do poloviny prosince roku 1966 do zákulisních prostor londýnského klubu Upper Cut. Jimi Hendrix tehdy hrál kytarový rif, který uslyšel Chas Chandler, producent The Jimi Hendrix Experience, a řekl Hendrixovi, aby si ten rif zapamatoval, rozpracoval a připsal k tomu text. Chandler totiž vycítil, že by z toho mohl být další singl po nedávno vydaném „Hey Joe“. Ještě v prosinci téhož roku tedy Hendrix skladbu dokončil. K nahrávání došlo nejprve v DeLane Lea Stuios v Londýně, na popud Chase Chandlera však byla skladba nahrána znovu v Olympic Studios.

## Text
Název Purple Haze by se dal přeložit jako „purpurová mlha“ či poetičtěji jako „nachový opar“. Termín „Purple Haze“ se pak používá pro LSD produkované Owsley Stanleym.
Onen „purpurový opar“ bývá někdy dáván do souvislosti s Hendrixovými experimenty s drogami, skutečnost je však nejspíše poněkud odlišná o objevuje se hned několik verzí, odkud mohl Hendrix inspiraci k názvu písně, potažmo k celému textu, čerpat. Podle Keitha Althama název Purple Haze odkazuje ke sci-fi novele Night of Light amerického spisovatele Philipa José Farmera. Jimi Hendrix však v jednom z interview z roku 1967 prohlásil, že text k písni byl inspirován jeho snem, který byl o procházení se po dně moře. V jiných interview však zase prohlásil, že text byl inspirován hopijskou legendou či ženami. Text je značně lyrický a začíná slovy „Purple haze all in my brain“ (přibližně Purpurový opar je všude v mém mozku); tento motiv se v písni opakuje, vždy trochu v jiných podobách („Purple haze all in my eyes“ – Purpurový opar je všude v mých očích atd.).

## Hudební stránka
Skladba začíná kytarovým rifem za doprovodu basové kytary, postupně se přidají bicí s Hendrixovým zpěvem. Skladba obsahuje klasický, tzv. Hendrixův akord – dominantní septakord E♯9. V písni zazní mezi prvními. Zvuk kytary je výrazně ovlivně použitým efektem Octavia, který vyvíjel Roger Mayer, a efektem Fuzz Face (Distortion). V závěru je ještě použito agresivní vibrato.

## Vydání
Délka původně nahrané skladby dosahovala 20 minut, avšak pro komerční účely byla zkrácena na necelé tři minuty. Purple Haze vyšla nejdříve jako singl spolu s písní „51st Anniversary“, která byla čistě po hudební stránce podobná „Purple Haze“, avšak kytara nedosahovala takových zkreslení s psychedelickým nádechem jako v „Purple Haze“.
Singl byl vydán nejdříve ve Spojeném království, a to 17. března 1967; do hudebního žebříčku tam vstoupil na 39. místě, přičemž se vyšplhal až na 3. místo a celkově v žebříčku vydržel 14 týdnů. Ve Spojených státech byl singl „Purple Haze“ vydán o dva dny později, 19. června 1967. V žebříčku dosáhl nejvýše na 65. pozici, přičemž v žebříčku strávil 8 týdnů.
Ještě v roce 1967 se skladba vyšla na albu Are You Experienced, které patří ke klíčovým albům The Jimi Hendrix Experience, potažmo rockové hudby 60. let.

## Hodnocení
V březnu roku 2005 časopis Q umístil skladbu „Purple Haze“ na první místo v žebříku 100 nejlepších kytarových písní. Časopis Rolling Stone skladbu umístil na 17. místo žebříčku 500 Greatest Songs of All Time („500 nejlepších písní všech dob“).